# La Chasse aux mouches
Pour plus de détails, voir Fiche technique et Distribution.
La Chasse aux mouches (Polowanie na muchy) est un film polonais réalisé par Andrzej Wajda, sorti en 1969. Il est en sélection officielle au Festival de Cannes 1969.

## Fiche technique
- Titre français : Polowanie na muchy
- Réalisation : Andrzej Wajda
- Scénario : Janusz Głowacki
- Pays d'origine : Pologne
- Format : Couleurs - 35 mm - Mono
- Genre : comédie
- Durée : 104 minutes
- Date de sortie : 1969

## Distribution
- Zygmunt Malanowicz : Wlodek
- Małgorzata Braunek : Irena
- Ewa Skarzanka : Hanka, la femme de Wlodek
- Hanna Skarzanka : la mère de Hanka
- Józef Pieracki : le père de Hanka
- Daniel Olbrychski : le sculpteur
- Irena Dziedzic : le journaliste
- Leszek Drogosz : le milicien
- Jacek Fedorowicz : le directeur
- Marek Grechuta : le fils du V.I.P.
- Irena Laskowska : la femme de l'éditeur
- Julia Bratna : la fille
- M. Ziólkowski : le garçon
- Leon Bukowiecki : l'éditeur